# Caroline Hammerová
Caroline Hammerová (nepřechýleně Caroline Hammer; 28. října 1832, Hulerød – 12. ledna 1915, Fredensborg) byla jedna z prvních profesionálních fotografek v Dánsku. Založila si živnost jako portrétní fotografka na fríském ostrově Föhr, kde měla vlastní ateliér. Hammerová byla první ženou, která se stala členkou Dansk Fotografisk Forening v roce 1881.

## Životopis
Caroline Hammerová se narodila 28. října 1832 v Hulerødu poblíž Hornbæku na severním Zélandu jako dcera okresního komisaře a námořního hrdiny Frederika Abela Hammera (1791–1877) a Elisabethy Kirstiny Lemvigh (1794–1849). Byla předposledním dítětem v devítičlenné rodině. Po smrti matky v roce 1849 se rodina přestěhovala do Wyku na fríském ostrově Föhr, kde se usadil její bratr Otto.
Bydleli ve vile Idyle, kterou Otto postavil pro svého otce a tři sestry, které se k němu připojily. Právě zde Caroline Hammerová otevřela své fotografické studio pro zákazníky z módního letoviska Wyk, které se stalo populárním od doby, kdy ostrov v roce 1842 navštívil dánský král Kristián VIII.
Málo se ví o tom, jak se Hammerová o fotografii začala zajímat nebo kdo ji naučil znalosti tohoto umění, ale její první práce se datují do 60. let 19. století. Byly to venkovní fotografie lidí na pláži a kolem ostrova, často včetně rybářských lodí a rybářů. Mezi dochovanými díly jsou portréty její rodiny a několik krajin z počátku 70. let 19. století. Zvláště nezapomenutelné jsou její portréty dětí. Předpokládá se, že pokračovala v praxi, dokud se v 80. letech 19. století nepřestěhovala zpět na Zéland. V roce 1881 se stala první členkou dánského sdružení fotografů Dansk Fotografisk Forening.
V roce 1891 nechala Hammerová postavit dům pro své sestry a sebe ve Fredensborgu. Již působila jako profesionálka, ale pokračovala ve fotografování svého domu a zahrady.
Caroline Hammerová zemřela ve Fredensborgu dne 12. ledna 1915.

## Galerie

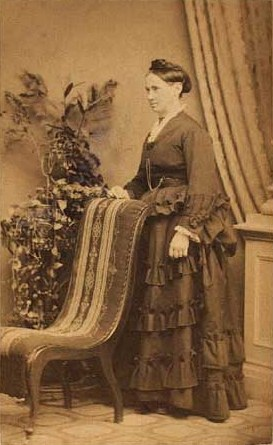
Caroline Hammerová, autoportrét
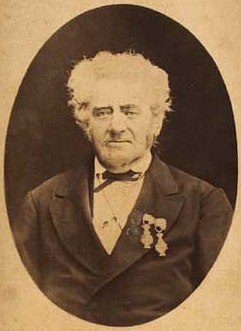
Frederik Hammer
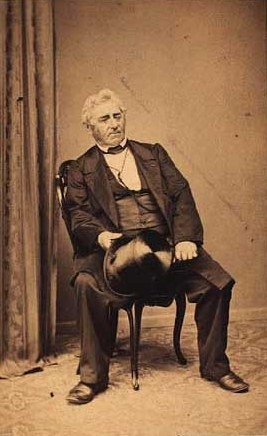
Frederik Hammer